# Ringer-Weltmeisterschaften 1987
Die Ringer-Weltmeisterschaften 1987 fanden nach Geschlechtern getrennt an unterschiedlichen Orten statt. Dabei wurden die Ringer je Stilart in jeweils zehn Gewichtsklassen unterteilt, während die Frauen, die zum ersten Mal bei Weltmeisterschaften rangen, in neun Gewichtsklassen antraten.

## Griechisch-römisch
Die Wettkämpfe im griechisch-römischen Stil fanden vom 19. bis zum 22. August 1987 in Clermont-Ferrand statt. Von den sowjetischen Ringern, die an den Start gegangen waren, verpasste lediglich Timerschan Kalimulin als Achtplatzierter in der Gewichtsklasse -57 kg einen Medaillenrang.

### Medaillengewinner
| Klasse  | Gold                       | Silber              | Bronze              |
| ------- | -------------------------- | ------------------- | ------------------- |
| -48 kg  | Məhəddin Allahverdiyev     | Vincenzo Maenza     | Lars Rønningen      |
| -52 kg  | Pedro Roque Favier         | Roman Kierpacz      | Alexander Ignatenko |
| -57 kg  | Patrice Mourier            | Rıfat Yıldız        | Keijo Pehkonen      |
| -62 kg  | Schiwko Wangelow Atanassow | Kamandar Madschydau | Shigeki Nishiguchi  |
| -68 kg  | Aslaudin Abajew            | Nandor Sabo         | Jerzy Kopański      |
| -74 kg  | Jouko Salomäki             | Józef Tracz         | Däulet Turlychanow  |
| -82 kg  | Tibor Komáromi             | Roger Gössner       | Sergei Nassewitsch  |
| -90 kg  | Wladimir Popow             | Sándor Major        | Atanas Komtschew    |
| -100 kg | Guram Guduschauri          | Dennis Koslowski    | Vasile Andrei       |
| -130 kg | Igor Rostorozki            | Tomas Johansson     | Rangel Gerowski     |

### Medaillenspiegel
| Rang | Land               | Gold | Silber | Bronze |
| ---- | ------------------ | ---- | ------ | ------ |
| 1    | Sowjetunion        | 5    | 1      | 3      |
| 2    | Ungarn             | 1    | 1      | 0      |
| 3    | Bulgarien          | 1    | 0      | 2      |
| 4    | Finnland           | 1    | 0      | 1      |
| 5    | Frankreich         | 1    | 0      | 0      |
|      | Kuba               | 1    | 0      | 0      |
| 7    | Polen              | 0    | 2      | 1      |
| 8    | BR Deutschland     | 0    | 2      | 0      |
| 9    | Italien            | 0    | 1      | 0      |
|      | Jugoslawien        | 0    | 1      | 0      |
|      | Schweden           | 0    | 1      | 0      |
|      | Vereinigte Staaten | 0    | 1      | 0      |
| 13   | Japan              | 0    | 0      | 1      |
|      | Norwegen           | 0    | 0      | 1      |
|      | Rumänien           | 0    | 0      | 1      |

## Freistil
Die Wettkämpfe im freien Stil fanden vom 26. bis zum 29. August 1987 in Clermont-Ferrand statt. Von den sowjetischen Ringern, die an den Start gegangen waren, verpasste lediglich Wladimir Togusow als Viertplatzierter in der Gewichtsklasse -52 kg einen Medaillenrang.

### Medaillengewinner
| Klasse  | Gold                | Silber                | Bronze               |
| ------- | ------------------- | --------------------- | -------------------- |
| -48 kg  | Li Jae-sik          | Lee Sang-ho           | Sergei Karamtschakow |
| -52 kg  | Walentin Jordanow   | Kim Yong-sik          | Mitsuru Satō         |
| -57 kg  | Sergei Beloglasow   | Barry Davis           | Ahmet Ak             |
| -62 kg  | John Smith          | Chazar Isajew         | Kazuhito Sakae       |
| -68 kg  | Arsen Fadsajew      | Georgios Athanasiadis | Andre Metzger        |
| -74 kg  | Adlan Warajew       | David Schultz         | Uwe Westendorf       |
| -82 kg  | Mark Schultz        | Alexandar Nanew       | Wladimer Modossiani  |
| -90 kg  | Macharbek Chadarzew | James Scherr          | Jerzy Niec           |
| -100 kg | Leri Chabelowi      | Vasile Pușcașu        | William Scherr       |
| -130 kg | Aslan Chadarzew     | Andreas Schröder      | Bruce Baumgartner    |

### Medaillenspiegel
| Rang | Land                            | Gold | Silber | Bronze |
| ---- | ------------------------------- | ---- | ------ | ------ |
| 1    | Sowjetunion                     | 6    | 1      | 2      |
| 2    | Vereinigte Staaten              | 2    | 3      | 3      |
| 3    | Bulgarien                       | 1    | 1      | 0      |
|      | Nordkorea                       | 1    | 1      | 0      |
| 5    | Deutsche Demokratische Republik | 0    | 1      | 1      |
| 6    | Griechenland                    | 0    | 1      | 0      |
|      | Rumänien                        | 0    | 1      | 0      |
|      | Südkorea                        | 0    | 1      | 0      |
| 9    | Japan                           | 0    | 0      | 2      |
| 10   | Polen                           | 0    | 0      | 1      |
|      | Türkei                          | 0    | 0      | 1      |

## Frauen
Die Wettkämpfe der Frauen fanden vom 24. bis zum 25. Oktober 1987 in Lørenskog statt. Bei diesen ersten Weltmeisterschaften der Frauen wurde der freie Stil von der FILA als Einheitsstil festgelegt. Es waren 48 Ringerinnen aus 8 Nationen (Belgien, Dänemark, Finnland, Frankreich, Japan, Niederlande, Norwegen und Schweden) am Start, von denen lediglich die Finninnen und Schwedinnen keine Medaillen errangen. Während es in der Gewichtsklasse -57 kg zehn Teilnehmerinnen gab, waren es in der Gewichtsklasse -75 kg nur zwei, sodass dort keine Bronzemedaille vergeben wurde.

### Medaillengewinner
| Klasse | Gold               | Silber                    | Bronze          |
| ------ | ------------------ | ------------------------- | --------------- |
| -44 kg | Brigitte Weigert   | Anne Johnsen              | Shoko Yoshimura |
| -47 kg | Anne Holten        | Lynie van der Holst       | Satomi Sugawara |
| -50 kg | Anne Halvorsen     | Kyoko Fukuda              | Martine Poupon  |
| -53 kg | Sylvie van Gucht   | Line Johansen (Ringer)    | Stine Johansen  |
| -57 kg | Isabelle Dourthe   | Sylvie Maret              | Silje Hauland   |
| -61 kg | Ine Barlie         | Akiko Iijima              | Pia Buchholtz   |
| -65 kg | Brigitte Herlin    | Doerthe Pedersen Porsmose | Kimie Hoshikawa |
| -70 kg | Georgette Jean     | Rika Iwama                | Hege Reitan     |
| -75 kg | Patricia Rossignol | Miyako Shimizu            |                 |

### Medaillenspiegel
| Rang | Land        | Gold | Silber | Bronze |
| ---- | ----------- | ---- | ------ | ------ |
| 1    | Frankreich  | 5    | 1      | 1      |
| 2    | Norwegen    | 3    | 2      | 3      |
| 3    | Belgien     | 1    | 0      | 0      |
| 4    | Japan       | 0    | 4      | 3      |
| 5    | Dänemark    | 0    | 1      | 1      |
| 6    | Niederlande | 0    | 1      | 0      |